# Hubert Prévot
Pour les articles homonymes, voir Prévot.
Hubert Prévôt, né le 2 octobre 1928 à Neuilly-sur-Seine et mort le 10 juillet 2015 à Thiverval-Grignon, est un haut fonctionnaire, homme politique et syndicaliste français qui a exercé de hautes fonctions sous les gouvernements Pierre Mauroy et Michel Rocard. Il est également ancien président de la Conférence permanente des coordinations associatives et ancien président de l'association Primo Levi.

## Biographie

### Études
Licencié en droit, il est ancien élève de Sciences Po Paris et de l'ENA.

### Carrière
Il occupe comme premier poste celui d'administrateur civil au ministère de l'Économie et des Finances (direction des études et de la prévision). Il mène sa carrière administrative en parallèle d'un engagement politique à gauche. De 1967 à 1971, sous le pseudonyme de Jacques Malterre, il est membre de la direction nationale du Parti socialiste unifié (PSU), dont son camarade de l'ENA, Michel Rocard est le secrétaire général. Il est membre de la section PSU de Boulogne-Billancourt et se présente en son nom aux élections législatives du 23 juin 1968 où il obtient environ 6 % des suffrages exprimés. Hubert Prévôt rejoint ensuite le Parti socialiste. Il s'investit en même temps dans le syndicalisme : entre 1974 et 1981, il est membre du secrétariat confédéral de la CFDT. Après l'arrivée au pouvoir de ses amis socialistes, il assume la responsabilité de commissaire général au Plan (1981 - 1984).
Il est nommé ensuite secrétaire du Haut Conseil de l'intégration, créé avec huit autres membres le 19 décembre 1989, pour mettre en œuvre une véritable politique d'intégration des immigrés. Hubert Prévôt est nommé par ailleurs secrétaire général à l'intégration et président du Fonds d'action sociale.
Son nom est ensuite associé à celui de Paul Quilès et à la réforme des PTT de 1990. C'est en effet à lui que le ministre des PTT du gouvernement socialiste de Michel Rocard confie la mission de désamorcer le risque d'une crise sociale majeures, en faisant de ce syndicaliste l'instrument d'une réforme à laquelle le gouvernement précédent s'était attelé en vain. En organisant le débat public autour du thème de la réforme, en démontrant aux agents des PTT que la modernisation de leur service public ne peut se faire sans changer le statut de leur administration, ni sans son éclatement en deux entreprises, en donnant la parole aux agents sans passer par le filtre syndical, il permet qu'un consensus se fasse, malgré l'opposition de la première force syndicale des PTT, la CGT-PTT, et malgré les volontés initiales de la fédération FO-PTT. Son expérience et ses réseaux de syndicaliste CFDT ont sans aucun doute pesé d'un poids décisif dans la réussite de ce que les médias ont appelé la « méthode Quilès ».
Il meurt le 10 juillet 2015 à l'âge de 86 ans.